# Matthias Brückner
Matthias Brückner (* 21. April 1960) ist ein ehemaliger deutscher Fußballspieler. Zwischen 1978 und 1985 spielte er für den FC Carl Zeiss Jena und Motor Suhl in der DDR-Oberliga, der höchsten Spielklasse im DDR-Fußball. Brückner ist mehrfacher Junioren-Nationalspieler der DDR.

## Sportliche Laufbahn
Bis 1977 spielte Matthias Brückner laut Kaderliste für die Nachwuchsoberliga-Mannschaft des FC Carl Zeiss Jena. Zur DDR-Juniorennationalmannschaft gehörte er von 1976 bis 1978 und bestritt mit ihr 21 Länderspiele, in denen er zwei Tore erzielte. Zu seinem ersten Oberligaeinsatz kam Brückner am 20. Spieltag der Saison 1977/78, als er in der Begegnung Wismut Gera – FC Carl Zeiss (1:6) in der 76. Minute für den Mittelstürmer Thomas Töpfer eingewechselt wurde. Brückners Tor zum 1:6-Endstand war zugleich sein einziges Oberligator. Zur Spielzeit 1978/79 wurde Brückner zwar erstmals im Aufgebot der Oberligamannschaft bekanntgegeben, spielte aber nur in der Nachwuchsoberliga. In den Spielzeiten von 1979/80 bis 1982/83 war er auch offiziell wieder im Kader der Nachwuchsmannschaft, in der Saison 1981/82 wurde er einmal, 1982/83 viermal in Oberligaspielen eingesetzt.
Als nach der Saison 1982/83 die Nachwuchsoberliga eingestellt wurde, wechselte Brückner zum Oberligaabsteiger Motor Suhl in die zweitklassige DDR-Liga. Dort kam er 1983/84 in allen 22 Punktspielen zum Einsatz und verhalf der Mannschaft damit zum sofortigen Wiederaufstieg. In der Oberligasaison 1984/85 bestritt er als Abwehrspieler zwölf Spiele der Hinrunde, konnte danach aber nur noch zweimal eingesetzt werden. Da Motor Suhl den Klassenerhalt nicht schaffte, spielte die Mannschaft anschließend wieder in der DDR-Liga. 1985/86 wurden in der DDR-Liga 34 Punktspiele ausgetragen, von denen Brückner für Motor Suhl 28 Partien bestritt. Nach nur zwölf Einsätzen in der Saison 1986/87 wurde er im November 1986 für eineinhalb Jahre zum Militärdienst eingezogen. Während dieser Zeit spielte Brückner bei der Armeesportgemeinschaft Vorwärts Wolfen in der drittklassigen Bezirksliga Halle. Er kehrte nach seiner Entlassung im April 1988 wieder zu Motor Suhl zurück und bestritt bis zum Saisonende noch zwei DDR-Liga-Spiele. In den 68 Punktspielen der beiden folgenden Spielzeiten 1988/89 und 1989/90 kam Brückner 38 Mal zum Einsatz.
Bereits im Februar 1990 hatte sich Motor Suhl zum 1. Suhler SV umstrukturiert und spielte in der Saison 1990/91 in der neugegründeten Nordost-Liga, der 2. Spielklasse des ebenfalls neu gegründeten Nordostdeutschen Fußballverbandes. Es wurden 30 Punktspiele absolviert, in denen der Suhler SV Brückner 23-mal einsetzte. Nach einer Ligenreform des Deutschen Fußball-Bundes wurde die Nordost-Liga in Oberliga Nordost umbenannt und war nur noch 3. Spielklasse im DFB-Ligensystem. Suhl und Brückner kehrten danach nicht mehr in den höherklassigen Fußball zurück.